# Bemm River
Der Bemm River ist ein Fluss im östlichen Gippsland im Osten des australischen Bundesstaates Victoria.

## Verlauf
Der Fluss entsteht durch den Zusammenfluss von Errinundra River und Combienbar River und fließt bei der Kleinstadt Bemm River über das Sydenham Inlet in die Bass-Straße. In seinem Mündungsgebiet liegt der Cape Conran Coastal Park.
Im Einzugsgebiet des Bemm River befinden sich etliche öffentliche Parks, wie der Cape Conran Coastal Park, der Lind-Nationalpark und der Errinundra-Nationalpark. In diesen Parks findet man wichtige Ökosysteme, zum Beispiel kalt- und warm-gemäßigten Regenwald, alte Feucht-Eukalyptuswälder, Heideland an der Küste und salicine Banksienwälder.
Das Einzugsgebiet des Bemm River wird von der East Gippsland Catchment Management Authority verwaltet.